# Mladá Boleslav
Mladá Boleslav (/ˈmladaː ˈbɔlɛslaf/ en alemán: Jungbunzlau, en latín: Bumsla) es una ciudad de la región de Bohemia Central, en la República Checa, en la margen izquierda del río Jizera, a unos 50 km al noreste de Praga. Cuenta con una población de unos 43 000 habitantes.

## Historia
Fundada en la segunda mitad del siglo X por el rey Boleslav II para su castillo real. Se llama así porque había un castillo llamado Boleslav cerca de Praga, y para distinguirles, se le llamó Mladá (nuevo). La ciudad recibió el título de ciudad en 1334 y 1436, convirtiéndose en un lugar importante en la carretera que iba desde Praga hasta Bohemia del norte, Lusacia y Brandemburgo.
En los siglos XII y XIII la ciudad se conoció como un gran centro judío. En este período alrededor de la mitad de la población era judía. En el siglo XIX (realmente período de declive de la comunidad judía), Mladá Boleslav se conocía como la "Jerusalén del Jizera". En este mismo siglo la prosperidad llegó -la ciudad se convirtió en un importante centro regional porque nuevas escuelas, teatros, museos, y la empresa automovilística Laurin y Klement (hoy Škoda) fueron fundados. Después de la revolución comunista en 1948, la ciudad comenzó un terrible declive, sin embargo, desde el año 1990 la factoría de coches la reconvirtió en una de las ciudades más ricas de la República Checa.

## Atracciones turísticas
- Museo Municipal de Historia: nueva exhibición de holografía en el palacio gótico.
- Museo Škoda: Museo de coches.
- Catedral renacentista: Galería abierta al público.
- Museo Regional: Colecciones históricas, culturales y sociales.

## Deporte
El equipo de fútbol local FK Mladá Boleslav juega en la Primera Liga Checa desde 2004. Fue subcampeón en la temporada 2005-2006, campeón de la Copa de la República Checa dos veces (2011 y 2016) y participa habitualmente en las competiciones europeas.
El equipo de hockey sobre hielo BK Mladá Boleslav juega en la Liga Checa de Hockey sobre Hielo sin interrupción desde 2014.

## Ciudades hermanadas
- Dieburg (Alemania)
- King's Lynn (Reino Unido)
- Pezinok (Eslovaquia)
- Vantaa (Finlandia)